# Manuel José Rubio y Salinas
Manuel José Rubio y Salinas (Colmenar Viejo, 29 de junio de 1703–Virreinato de Nueva España, 3 de julio de 1765) fue un clérigo español del siglo XVIII, el cual fue nombrado arzobispo de México el 29 de enero de 1748, cargo que ocupó hasta su muerte el 3 de julio de 1765 en dicho país.
En 1753, visitando el noreste de su arquidiócesis, Rubio y Salinas demanda al virrey de Nueva España, Juan Francisco de Güemes, la edificación de una nueva parroquia y un convento a construirse en 1754, nombrada Casas Viejas y ciudad de San José Iturbide, en el Estado de Guanajuato.

## Obras principales
- A todas las personas eclesiásticas y seculares, de cualquier estado, calidad, o condición, que sean, estantes y habitantes en esta nuestra diocesis ... Hacemos saber ...; México, 1754. OCLC 45176177
- Carta pastoral; México, Impr. de la Biblioteca Mexicana, 1756. OCLC 21855686
- Aranzel de derechos parroquiales; México, por los herederos de la viuda de D. Joseph Bernardo de Hogal, 1757. OCLC 55244306
- Hallandose el Excmo. Sr. Virrey de esta Nueva-España en el resolucion de justificar quanto contiene la adjunta; México, 1759. OCLC 19945983